# Bodor Lajos
Lécfalvai Bodor Lajos (Néma, 1813. május 1. – 1848) író.

## Élete
Jómódú birtokos családból származott. Iskoláit Kolozsvárott végezte a református kollégiumban, majd 1833. július 18-án írnokként a főkormányszékhez került. 1837. január 23-án megnősült, de fiatal felesége alig pár évi házasság után tüdőbajban meghalt. Bodor Szucságon vett birtokot, de utóbb egészen elszegényedett. 1848-ban beállt a hadseregbe, és ez év nyarán valamelyik szerbek elleni csatában esett el.

## Munkái
1. Álmos a honkereső. Tündérmű. Bevezetésűl: Magyar pogány hitregék Kolozsvár, 1842.
2. Élet és Ábránd. Szomorújáték 4 szakaszban. Uo. 1842. (melyben nejének Balázs Karolinának leánykori életét írta meg.) Végén: Literaturai tárcza.
3. Duzsárd (Du-Jardin), dráma 5 szakaszban. Uo. 1843.
4. Matild. Sue után francziából ford. Uo. 1843. Két kötet. (Récsi Emillel.)

Verse jelent meg az Aglája IV. kötetében (1831.)